# Marby socken
För andra betydelser, se Marby.
Marby socken ligger i Jämtland, ingår sedan 1974 i Åre kommun och motsvarar från 2016 Marby distrikt.
Socknens areal är 91,0 kvadratkilometer, varav 85,0 land. År 2000 fanns här 418 invånare. Kyrkbyn Järsta med sockenkyrkorna Marby nya kyrka och Marby gamla kyrka ligger i socknen. 

## Administrativ historik
Marby socken har medeltida ursprung. 
Vid kommunreformen 1862 överfördes ansvaret för de kyrkliga frågorna till Marby församling och för de borgerliga frågorna till Marby landskommun. Landskommunen inkorporerades 1952 i Hallens landskommun som uppgick 1974 i Åre kommun. Församlingen uppgick 2006 i Västra Storsjöbygdens församling.
1 januari 2016 inrättades distriktet Marby, med samma omfattning som församlingen hade 1999/2000.  
Socknen har tillhört fögderier, tingslag och domsagor enligt vad som beskrivs i artikeln Jämtland. De indelta soldaterna tillhörde Jämtlands fältjägarregemente och Jämtlands hästjägarkår.

## Geografi
Marby socken ligger sydväst om Storsjön och sträcker sig inåt Oviksfjällen. Socknen har odlingsbygd vid sjön och är i övrigt en myrrik skogsbygd.
Sockenområdets östra del genomkorsas av länsväg 321 i nord-sydlig riktning.

### Geografisk avgränsning
Marby socken omfattar ett område väster om Storsjön med utsträckning mot Oviksfjällen. I söder ligger Ovikens socken i Bergs kommun. I öster avgränsas sockenområdet av Sannsundets norra del och Storsjön (Stora Storsjöflaket). Mitt i sjön gränsar Marby mot Sunne socken i Östersunds kommun. I den sydöstra delen av socknen ligger byarna Vällviken och Månsåsen. Gränsen mot Ovikens socken ligger cirka 2 km söder om Månsåsens tätort. Gränsen passerar sedan söder om Möckelåsen, Trappnäsbodarna och Gråbergs-Nybodarna och faller in i Oviksfjällen vid Koberget. Fjällsågen och Tårisbodarna ligger i socknen. Helt i nordväst ligger Fjällhalsens fritidsby, strax öster om Bydalen i Hallens socken. Socknen tangerar här Västerfjället. Härifrån går sockengränsen österut längs Dammån. I norr ansluter Hallens socken. Gränsen går strax norr om byn Bäck. Här ligger även Fannbylägden och Höge. Strax norr om Kläppe faller gränsen ut i Storsjön och avgränsas mot Norderö socken i Östersunds kommun.
Socknens kyrkby ligger vid Järsta (Gärdsta). Här ligger dels Marby nya kyrka, dels Marby gamla kyrka. Vid Storsjöns strand ligger färjeläget Håkansta, varifrån vägverkets bilfärja till Västanede på Norderön går. Söder om Håkansta ligger Härkanslägden. Härkanslägden eller som det nu kallas Härkomstlägden. Härkanslägden kommer av att området Härke på Frösön hade fäbodar där.

## Fornlämningar

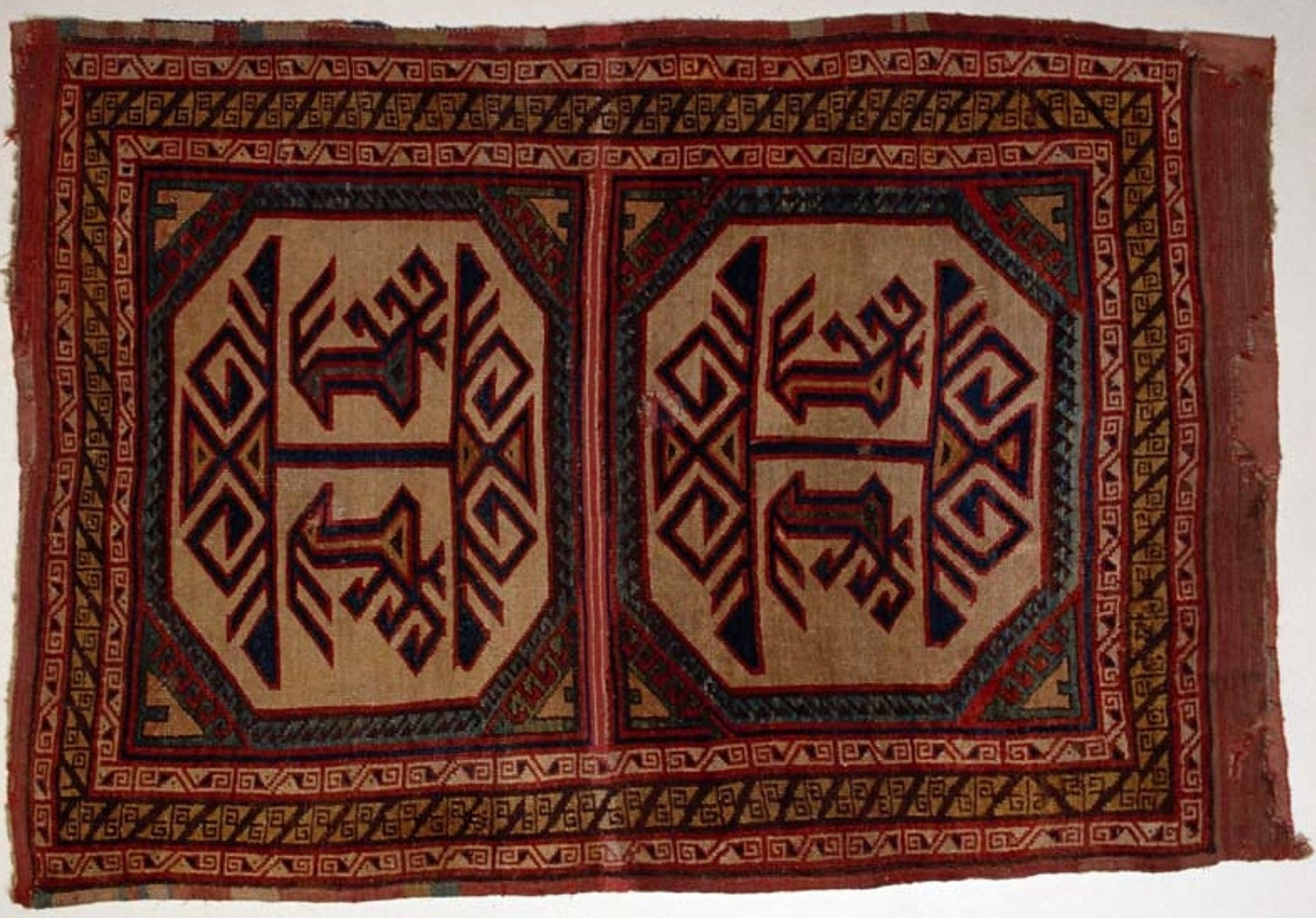
Marbymattan.

Det finns några boplatser från stenåldern. I övrigt har man inte anträffat några fornlämningar.
Marbymattan är en anatolisk matta från 1400-talet. Den är handknuten och återfanns i Marby gamla kyrka. Den fördes till Stockholm och finns sedan 1925 på Statens historiska museum. Mattan är av ull och har inslagstrådar av rött och brunt ullgarn. Mattan har skurits av på mitten men sedan åter sammanfogats. Den är 1 120 × 1 600 mm.

## Namnet
Namnet (1440 Marghaby) tycks innehålla förleden mangher, 'mången' och efterleden by, syftande på en gård nära kyrkan av omfattande storlek.

## Befolkningsutveckling
| Befolkningsutvecklingen i Marby socken 1750–1990                                                         | Befolkningsutvecklingen i Marby socken 1750–1990 | Befolkningsutvecklingen i Marby socken 1750–1990 | Befolkningsutvecklingen i Marby socken 1750–1990 | Befolkningsutvecklingen i Marby socken 1750–1990 |
| --- | ------------------------------------------------ | ------------------------------------------------ | ------------------------------------------------ | ------------------------------------------------ |
| |                                                  |                                                  |                                                  |                                                  |
| År |                                                  |                                                  | Folkmängd                                        |                                                  |
| 1750 | 1750                                             |                                                  | 168                                              |                                                  |
| 1760 | 1760                                             |                                                  | 175                                              |                                                  |
| 1769 | 1769                                             |                                                  | 207                                              |                                                  |
| 1780 | 1780                                             |                                                  | 249                                              |                                                  |
| 1800 | 1800                                             |                                                  | 259                                              |                                                  |
| 1810 | 1810                                             |                                                  | 276                                              |                                                  |
| 1820 | 1820                                             |                                                  | 300                                              |                                                  |
| 1830 | 1830                                             |                                                  | 299                                              |                                                  |
| 1840 | 1840                                             |                                                  | 287                                              |                                                  |
| 1850 | 1850                                             |                                                  | 340                                              |                                                  |
| 1860 | 1860                                             |                                                  | 404                                              |                                                  |
| 1870 | 1870                                             |                                                  | 421                                              |                                                  |
| 1880 | 1880                                             |                                                  | 462                                              |                                                  |
| 1890 | 1890                                             |                                                  | 556                                              |                                                  |
| 1900 | 1900                                             |                                                  | 560                                              |                                                  |
| 1910 | 1910                                             |                                                  | 551                                              |                                                  |
| 1920 | 1920                                             |                                                  | 570                                              |                                                  |
| 1930 | 1930                                             |                                                  | 617                                              |                                                  |
| 1940 | 1940                                             |                                                  | 548                                              |                                                  |
| 1950 | 1950                                             |                                                  | 485                                              |                                                  |
| 1960 | 1960                                             |                                                  | 653                                              |                                                  |
| 1970 | 1970                                             |                                                  | 474                                              |                                                  |
| 1980 | 1980                                             |                                                  | 485                                              |                                                  |
| 1990 | 1990                                             |                                                  | 481                                              |                                                  |
| Anm: Källor: Umeå universitet - Tabellverket 1749-1859, Demografiska databasen, CEDAR, Umeå universitet. |                                                  |                                                  |                                                  |                                                  |